# Carl August Gebhardi
Carl August Gebhardi (* zwischen 1720 und 1725; † unbekannt) war ein deutscher Schriftsteller, der in den 1740er-Jahren mit Gedichten und freigeisterischen Denkschriften auf sich aufmerksam machte.

## Leben
Über Gebhardis Leben ist so gut wie nichts bekannt. Er hat sich am 14. Mai 1743 an der Universität Halle als Jurastudent eingeschrieben, laut Matrikel stammte er aus Böhne im Havelland. Bei dem späteren Tylsener Pfarrer Friedrich Georg Gebhardi (1730–1799) handelt es sich höchstwahrscheinlich um einen Bruder von ihm.
Gebhardi trat mit kürzeren, namentlich gekennzeichneten Beiträgen (hauptsächlich Gedichten) in der Leipziger Zeitschrift Belustigungen des Verstandes und des Witzes hervor, einem Journal aus dem Gottsched-Umfeld, herausgegeben von Johann Joachim Schwabe. Außerdem veröffentlichte Gebhardi 1743 die beiden anonymen freigeisterischen Abhandlungen Vernünftige Gedanken von dem Gebrauch der strengen Lehrart in der Theologie (zu der im selben Jahr auch eine lateinische Version erschien) und Vernunftmäßige Betrachtung derer übernatürlichen Begebenheiten, die eine Reihe von Widerlegungsschriften zur Folge hatten. Beide Texte sind im Anhang zu Martin Mulsows Band Freigeister im Gottsched-Kreis (2007) neu ediert.

## Werke
- Cogitationes rationales de usu methodi scientificae in Theologia revelata, quas judicio Theologorum humanissime submittit Autor A–X. societati veritatem amantium adscriptus, Amsterdam (wahrer Druckort wahrscheinlich Berlin) 1743
- Vernünftige Gedanken von dem Gebrauch der strengen Lehrart in der Theologie welche in der Gesellschaft der Wahrheitsfreunde entworfen hat A–X (gegenüber der lateinischen Version leicht gekürzt), Amsterdam (Berlin) 1743
- Vernunftmäßige Betrachtung derer übernatürlichen Begebenheiten, ausgefertigt von einem Freunde der Wahrheit, Amsterdam (Berlin) 1743